# Trichestra rufescens
Trichestra rufescens är en fjärilsart som beskrevs av Paul Dognin 1914. Trichestra rufescens ingår i släktet Trichestra och familjen nattflyn. Inga underarter finns listade i Catalogue of Life.